# Svetovno prvenstvo v motociklizmu sezona 2024
Svetovno prvenstvo v motociklizmu sezona 2024 je triinšestdeseta sezona Svetovnega prvenstva v motociklizmu. Potekala je od 10. marca do 17. novembra 2024. 

## Velike nagrade
| Št | Datum | Velika nagrada | Dirkališče | Zmagovalec - MotoGP | Zmagovalec - Moto2 | Zmagovalec - Moto3 | Zmagovalec - MotoE | Poročilo |